# Communauté de communes du Grand Saint-Émilionnais
Die Communauté de communes du Grand Saint-Émilionnais ist ein französischer Gemeindeverband mit der Rechtsform einer Communauté de communes im Département Gironde in der Region Nouvelle-Aquitaine. Sie ist nach der Kleinstadt Saint-Émilion benannt und wurde am 14. Dezember 2012 gegründet und umfasst 22 Gemeinden. Der Verwaltungssitz befindet sich im Ort Vignonet.

## Historische Entwicklung
Der Gemeindeverband entstand aus der Fusion der Vorgängerorganisationen Communauté de communes de la Juridiction de Saint-Émilion und Communauté de communes du Lussacais sowie sechs Gemeinden des ehemaligen Wahlkreises (Kantons) Castillon-la-Bataille.

## Mitgliedsgemeinden
| Gemeinde                                          | Einwohner 1. Januar 2022 | Fläche km² | Dichte Einw./km² | Code INSEE | Postleitzahl |
| ------------------------------------------------- | ------------------------ | ---------- | ---------------- | ---------- | ------------ |
| Belvès-de-Castillon                               | 330                      | 6,61       | 50               | 33045      | 33350        |
| Francs                                            | 178                      | 6,59       | 27               | 33173      | 33570        |
| Gardegan-et-Tourtirac                             | 277                      | 9,58       | 29               | 33181      | 33350        |
| Les Artigues-de-Lussac                            | 1.120                    | 10,16      | 110              | 33014      | 33570        |
| Lussac                                            | 1.146                    | 23,43      | 49               | 33261      | 33570        |
| Montagne                                          | 1.520                    | 26,66      | 57               | 33290      | 33570        |
| Néac                                              | 324                      | 6,88       | 47               | 33302      | 33500        |
| Petit-Palais-et-Cornemps                          | 738                      | 14,32      | 52               | 33320      | 33570        |
| Puisseguin                                        | 828                      | 17,25      | 48               | 33342      | 33570        |
| Saint-Christophe-des-Bardes                       | 390                      | 7,69       | 51               | 33384      | 33330        |
| Saint-Cibard                                      | 193                      | 3,54       | 55               | 33386      | 33570        |
| Saint-Émilion                                     | 1.689                    | 27,02      | 63               | 33394      | 33330        |
| Saint-Étienne-de-Lisse                            | 181                      | 7,09       | 26               | 33396      | 33330        |
| Saint-Genès-de-Castillon                          | 367                      | 6,80       | 54               | 33406      | 33350        |
| Saint-Hippolyte                                   | 124                      | 4,45       | 28               | 33420      | 33330        |
| Saint-Laurent-des-Combes                          | 229                      | 3,86       | 59               | 33426      | 33330        |
| Saint-Pey-d’Armens                                | 185                      | 4,20       | 44               | 33459      | 33330        |
| Saint-Philippe-d’Aiguille                         | 383                      | 5,87       | 65               | 33461      | 33350        |
| Saint-Sulpice-de-Faleyrens                        | 1.331                    | 18,17      | 73               | 33480      | 33330        |
| Sainte-Terre                                      | 1.890                    | 13,93      | 136              | 33485      | 33350        |
| Tayac                                             | 127                      | 7,22       | 18               | 33526      | 33570        |
| Vignonet                                          | 483                      | 4,15       | 116              | 33546      | 33330        |
| Communauté de communes du Grand Saint-Émilionnais | 14.033                   | 235,47     | 60               | –          | –            |

## Geographie

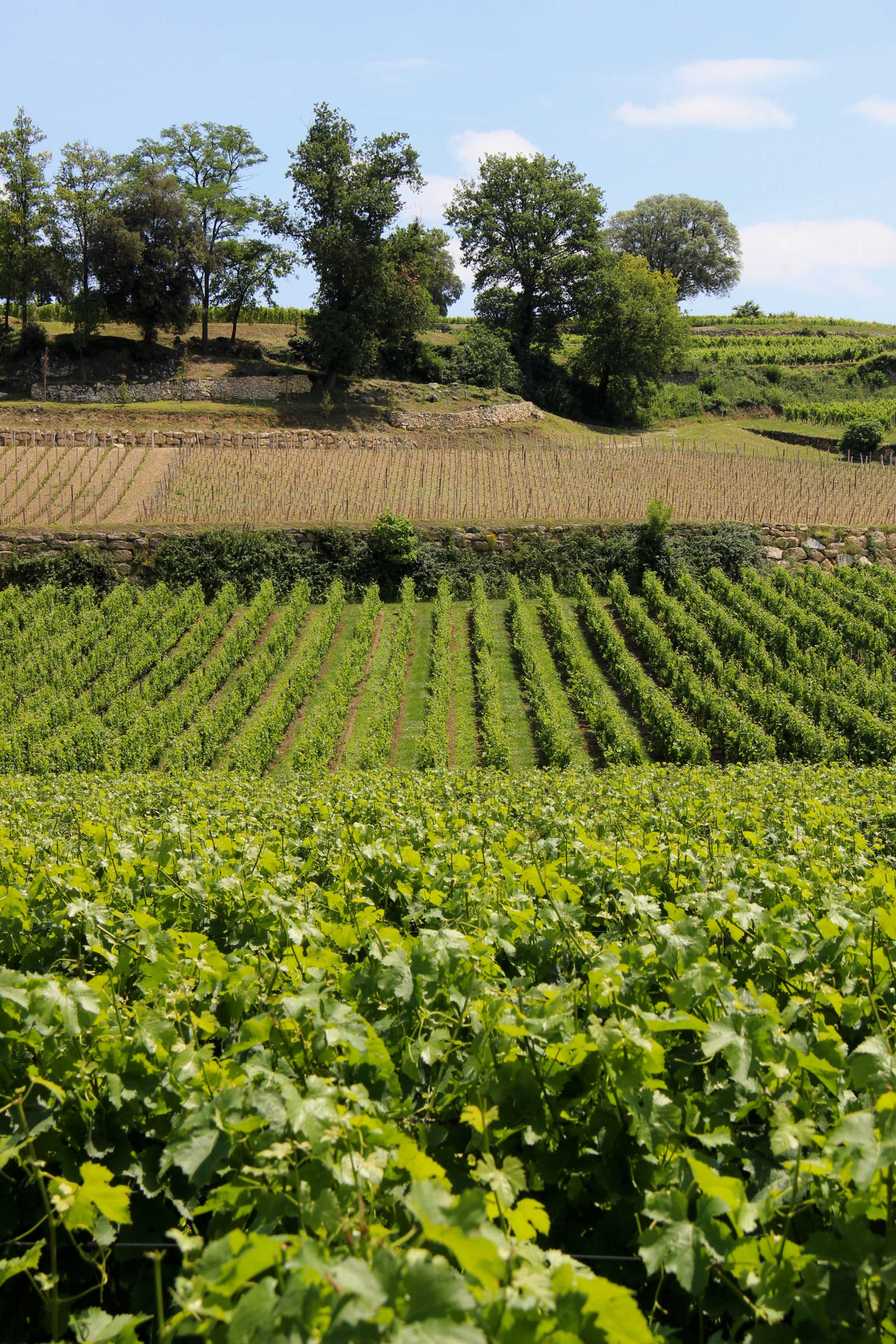
Weinfelder bei Saint-Émilion

### Lage
Der Gemeindeverband befindet sich etwa 30 bis 40 Kilometer östlich von Bordeaux im Nordosten des Départements Gironde. Wichtigster Fluss ist die Dordogne, die im Westen und im Süden seine Grenze bildet.

### Landschaft
Das Landschaftsprofil ist leicht gewellt. Weite Teile der Flächen werden von Weinfeldern eingenommen; nur auf einem kleinen Teil wird Getreide angebaut. Der niedrigste Punkt mit nur einem Meter ü. d. M. befindet sich auf dem Gemeindegebiet von Saint-Sulpice-de-Faleyrens an der Dordogne; der höchste Punkt mit 337 Metern ü. d. M. befindet sich auf dem Gebiet der Gemeinde Saint-Laurent-des-Combes. Die meisten Ortschaften liegen in Höhen zwischen 20 und 80 Metern ü. d. M.

### Klima

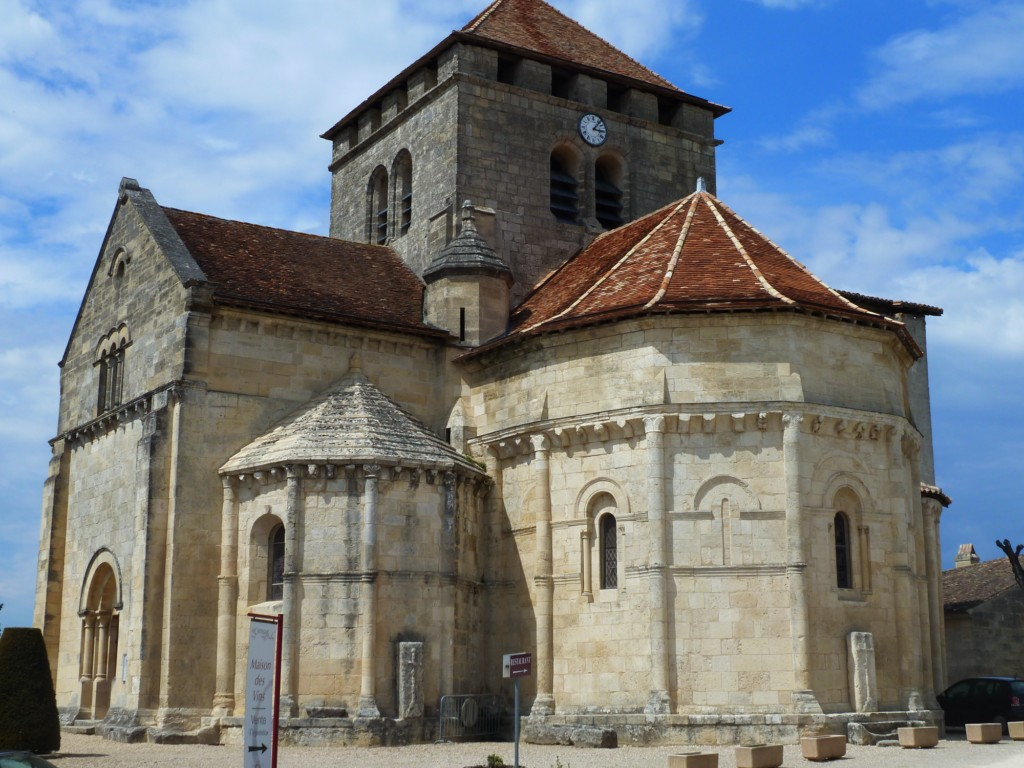
Montagne – Église Saint-Martin

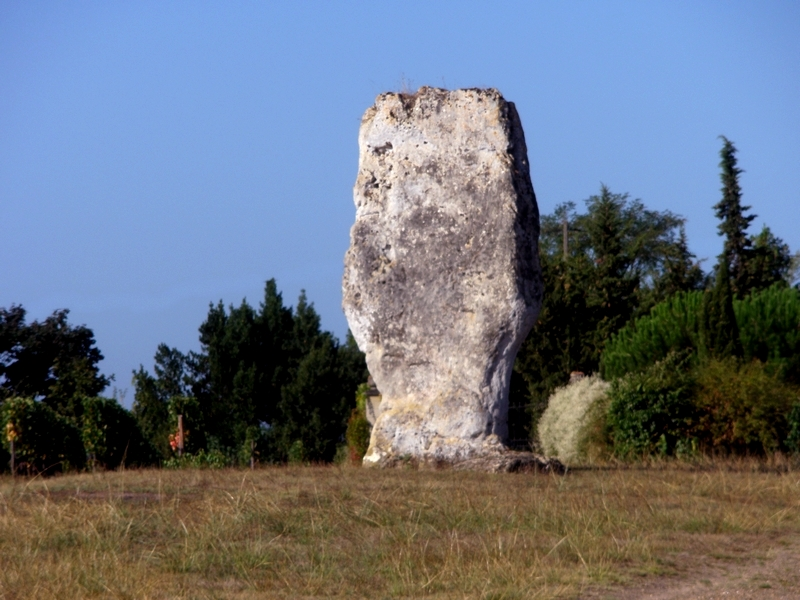
Saint-Sulpice-de-Faleyrens – Menhir de Peyrefitte

Das Klima wird in hohem Maße vom Atlantik beeinflusst. Im Sommer steigen die Tageshöchsttemperaturen auf 30 bis 35 °C an. Im Winter ist es kühler, wobei Tagestemperaturen unter 10 °C selten sind. Die meisten Niederschläge fallen in den Wintermonaten.

## Geschichte
Der Menhir de Peyrefitte auf dem Gebiet der Gemeinde Saint-Sulpice-de-Faleyrens ist das wichtigste Zeugnis aus der Zeit der Megalithkulturen (ca. 4. Jahrtausend v. Chr.). Auf dem Gemeindegebiet von Lussac wurden gallorömische Funde gemacht. Im Mittelalter spielte vor allem der Pilgerort Saint-Émilion eine wichtige Rolle in der Region. Auch die drei romanischen Kirchen der heutigen Gemeinde Montagne zeugen von der Bedeutung der Region in dieser Zeit.

## Wirtschaft

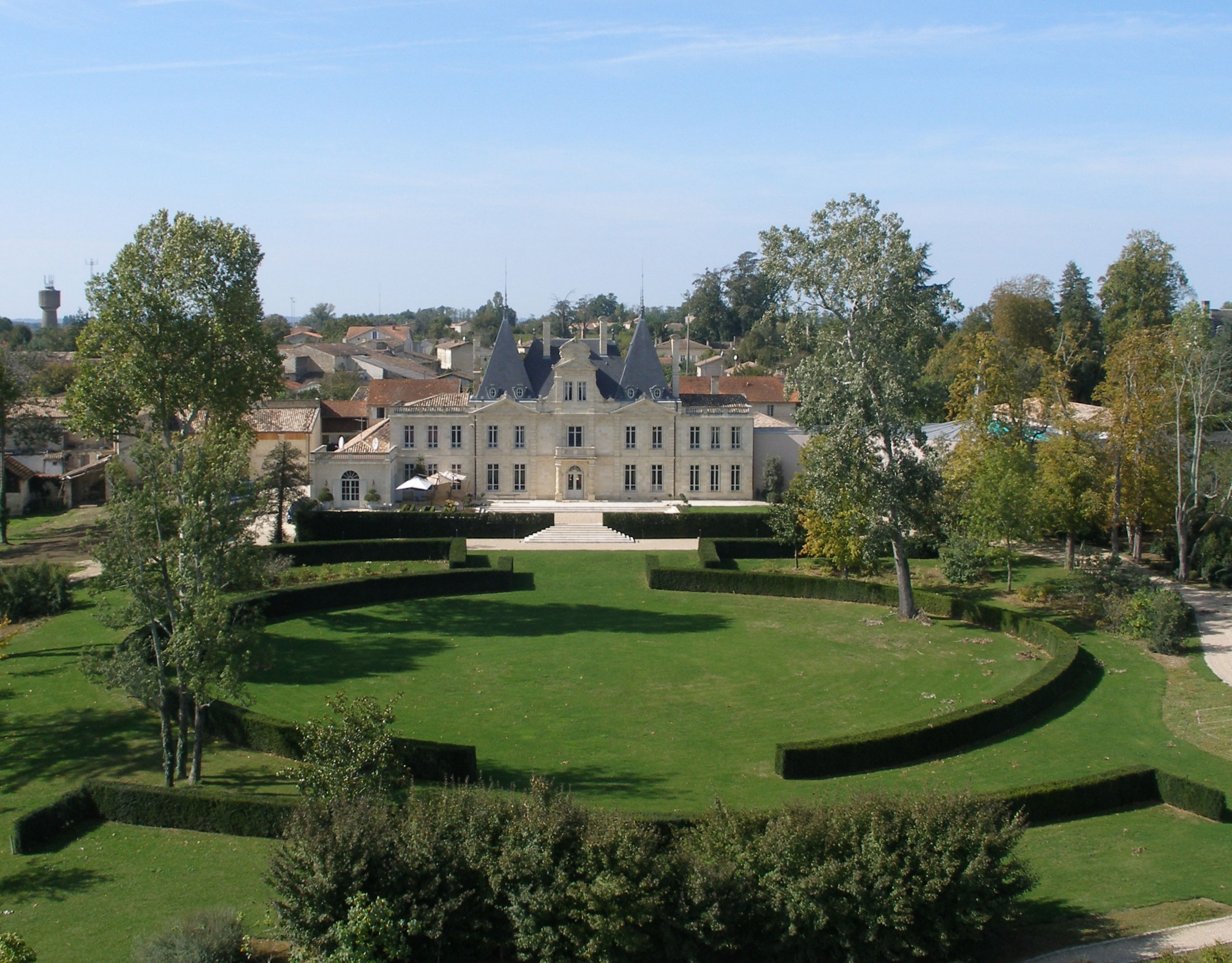
Château de Lussac

Das ganze Gebiet des Gemeindeverbandes ist bestimmt von Weinbau, wobei die Appellation Saint-Émilion (AOC) die größte Fläche einnimmt. Aber auch kleinere Anbaugebiete dürfen die Bezeichnung Saint-Émilion als Namensbestandteil führen (z. B. Lussac-Saint-Émilion, Montagne-Saint-Émilion oder Puisseguin-Saint-Émilion).

## Sehenswürdigkeiten
Die Landschaft beeindruckt vor allem durch die schier endlosen Weinfelder, die der Umgebung von Saint-Émilion zu einem Eintrag in die Liste des UNESCO-Weltkulturerbes verholfen haben. Kulturelle Hauptattraktion der Region ist die Stadt Saint-Émilion mit ihrer Felsenkirche sowie vielen anderen Monuments historiques. Auch die drei romanischen Kirchen der Gemeinde Montagne sind sehenswert. Unter den zahlreichen Weinschlössern ist das Château de Lussac hervorzuheben.